# 布袋嘉之
布袋 嘉之（ほうたい よしゆき、1954年<昭和29年>6月15日 - ）は、日本の地方公務員。鹿児島県副知事、鹿児島県信用保証協会会長を歴任。瑞宝中綬章受章。

## 経歴
鹿児島県出身。1977年 九州大学卒業、鹿児島県庁入庁。2013年 (平成25年) 4月 副知事就任、2017年3月 副知事退任、同年6月 鹿児島県信用保証協会会長就任、2018年6月 日本ガス取締役、2021年 (令和3年) 5月 鹿児島県信用保証協会会長退任、同年6月 鹿児島県社会福祉協議会会長就任、同月 鹿児島県共同募金会会長、2022年3月 鹿児島興業信組非常勤監事。

## 栄典
- 2024年11月　令和6年秋の叙勲で瑞宝中綬章を受章[4][5]